# Bosque dos 100 Acres
O Bosque dos 100 Acres é uma floresta fictícia onde moram o Ursinho Pooh e seus amigos.

## Localização
Embora não existam ursos na Inglaterra, o Bosque dos 100 Acres é baseado na Floresta de Ashdown, East Sussex. No estacionamento em Gills Lap, há um cartaz com um mapa da área circundante e as características de várias histórias de Pooh marcadas nele. A "Floresta Encantada" ("Enchanted Forest") é um pequeno bosque situado 200 m para o norte. Um monumento a A.A. Milne foi colocado 100 m adiante.
Na adaptação que a Disney fez para o Ursinho Pooh, é natural que o Bosque fique nos Estados Unidos, o que explicaria não apenas a presença de Pooh como também a do Roque-Roque, personagem adicionado pela Disney e que pertence a uma espécie de roedor típica da América do Norte. A história da concepção do bosque por um autor britânico é relacionada a história de um urso canadense levado por tropas daquele país ao Zoológico de Londres durante a Primeira Guerra Mundial.
O  mapa fictício do Bosque dos Cem Acres, incluindo locais importante em histórias do Ursinho Puff, e sua posição dentro da Floresta de Ashdown podem ser visualizados.